# Sergio Pellizzari
Sergio Pellizzari (Arzignano, 2 novembre 1924 – 27 maggio 2010) è stato un politico italiano.

## Biografia
A vent'anni è partigiano. Dopo la Liberazione si iscrive al Partito Comunista Italiano e diventa prima segretario mandamentale della Camera del Lavoro di Arzignano, poi è chiamato a dirigere la Fiom-CGIL provinciale a Vicenza. Dal 1956 è consigliere comunale e capogruppo (ruolo che ricopre fino al 1980), è anche consigliere provinciale.
Viene eletto alla Camera dei Deputati nel 1968, confermando il proprio seggio anche alle elezioni del 1972; conclude il proprio mandato parlamentare nel 1976. 
Successivamente è attivo nel comitato provinciale vicentino dell'ANPI.
Muore all'età di 85 anni nel maggio del 2010.